# Alexander Gibson
Alexander Gibson ( 1800 – 1867 ) fue un cirujano , y botánico escocés, que trabajó en India.
Era aborigen de Kincardineshire; y estudió en Edimburgo. Se trasladó a India como médico cirujano en la Compañía Británica de las Indias Orientales. Fue superintendente de los Jardines botánicos de Dapuri, de 1838 a 1847 en el marco del antiguo Presidencia de Bombai.
Fue fundamental en la aplicación de las leyes de conservación de los bosques en la Compañía de las Indias Orientales, y fue capaz de hacer propaganda sistemática un programa de conservación de los bosques con la ayuda de Hugh Francis Cleghorn y de Edward Balfour.
El servicio médico en la India durante el siglo XIX citaba ampliamente las obras de Alexander Humboldt relacionando a la deforestación, el aumento de la aridez y el cambio de temperatura a escala mundial. Varios informes que hablaban de la deforestación a gran escala y la desecación se acercaron, entre las que destacaban los informes médico-topográfica de Ranald Martin, un cirujano. En otro informe, Gibson escribió a Sir Joseph D. Hooker en 1841 que "Deccan está más demudada que Gujarat ", pues los árboles de las montañas Ghat habían desaparecido rápidamente. Le pidió a Hooker que influyera en el gobierno para controlar los bosques de las regiones de Decán y de Konkan . Eso condujo a la creación de la "Conservación de los bosques de Bombay", y Gibson se hizo conservador de bosques. Ese fue el primer caso de una administración del Estado de los bosques en el mundo.
Se convirtió en un conservador de los bosques de Bombay, de 1847 a 1860.

## Algunas publicaciones
Publicó varias obras sobre botánica, e informes sobre la actividad forestal.

### Libros
- nicol alexander Dalzell, alexander Gibson. 1861. The Bombay flora: or, Short descriptions of all the indigenous plants hitherto discovered in or near the Bombay presidency : together with a supplement of introduced and naturalised species. Ed. Education Society's Press. 444 pp. En línea

## Honores
Fue honrado como miembro de la Sociedad linneana de Londres.
- La abreviatura «A.Gibson» se emplea para indicar a Alexander Gibson como autoridad en la descripción y clasificación científica de los vegetales.[4]